# 24-sekundersregeln
24-sekundersregeln är en regel som används inom basket. Regeln innebär att ett anfallande lag måste skjuta inom 24-sekunder från och med att man har fått kontroll över bollen. 
Regeln går att jämföra med till exempel passivt spel inom handbollen.
24-sekundersregeln utvecklades för att undvika maskning. Den föddes som så mycket annat inom den Amerikanska Collegebasketen (National Collegiate Athletic Association). Från början var tiden 30-sekunder men den minskades till 24 samtidigt som man reducerade tiden för halvplansregeln till 14 sekunder.

## Historia
Howard Hobson har tilldelats äran för idén med en skottklocka år 1954 då han coachade University of Oregon och senare Yale University. Den användes första gången den 10 augusti 1954 då Danny Biasone experimenterade med klockan under en träningsmatch i Blodgett Vocational High School, Syracuse, New York. Den första skottklockan finns kvar i LeMoyne College.
En del säger att skottklockan räddade basketen då många lag "dödade tid" genom att spela fegt och behålla bollen överdrivet länge inom laget. Många fans blev besvikna och kom aldrig tillbaka på matcherna. 
Siffran 24 kom man på genom en matematisk uträkning. Leo Ferris och Danny Biasone dividerade 2880 (antalet sekunder i en 48-minuter lång match) med 120 (genomsnittliga antalet skott under en match) och fick 24 som den optimala antalet sekunder för en skottklocka.
Den första säsongen i NBA då skottklockan användes ökade antalet poäng i genomsnitt med 13,6 poäng per match. När klockan sattes i bruk blev många spelare så nervösa att klockan sällan behövde tjuta då spelarna oftast använda mindre än 20 sekunder att skjuta.

## Tider
Idag har man olika uppfattningar om hur lång tiden ska vara, olika förbund gör på olika sätt. Här är tiderna i några olika ligor.
| Förbund             | Tid (s)        |
| ------------------- | -------------- |
| FIBA                | 30 (1956-2000) |
| FIBA                | 24 (2000-)     |
| NBA                 | 24 (1954-)     |
| WNBA                | 24 (2006-)     |
| NCAA Men            | 30             |
| NCAA Women          | 30             |
| Svenska basketligan | 24 (2000-)     |

## FIBA:s officiella regler för 24-sekundersregeln
Enligt FIBA:s Official Basketball Rules 2004, artikel 29 så gäller följande regler angående 24-sekundersregeln:

### 29.1 Regel
29.1.1 När en spelare har kontroll på en levande boll på planen, måste hans lag göra försöka göra ett skottförsök inom tjugofyra (24) sekunder.
För att göra ett skottförsök inom tjugofyra (24) sekunder:
- Måste bollen lämna spelarens hand/händer före tjugofyra sekunders signalen ljuder och
- Efter att bollen har lämnat spelarens hand/händer måste bollen vidröra ringen eller fara igenom ringen.

29.1.2 När ett skott mot korgen avlossas nära slutet av tjugofyra sekunders perioden och signalen ljuder när bollen är i luften:
- Om bollen går i har inget regelbrott skett, signalen ska ignoreras och poängen ska räknas.
- Om bollen tar i ringen men inte går i har inget regelbrott skett, signalen ska ignoreras och spelet skall fortsätta
- Om bollen träffar plankan (inte ringen) eller missar ringen har ett regelbrott skett förutom om motståndarna har tagit direkt och tydlig kontroll av bollen, då signalen ska ignoreras och spelet fortsätta

Alla begränsningar relaterade till "goal tending" och "interference" skall tillämpas.

### 29.2 Procedur
29.2.1 Om tjugofyra sekunders klockan ställs om av misstag, får domare stoppa spelet omedelbart så länge inget av lagen missgynnas.
Tjugofyra sekunders klockan skall då bli rättad och bollen skall ges till laget som före avbrottet hade kontroll på bollen.
29.2.2 Om spelet stoppas av en domare av någon giltig orsak utan att vara förknippat med något av lagen, skall en ny tjugofyra sekunders period och innehav av bollen tilldelas laget som tidigare hade kontroll av bollen.
Däremot, om beslutet av domarna missgynnar ena laget, skall tjugofyra sekunders klockan fortsätta från där den stoppades.
29.2.3 Om signalen för tjugofyra sekunder ljuder av misstag då ena eller inget av lagen har kontroll av bollen, skall signalen ignoreras och spelet skall fortsätta.
Däremot, om domarnas beslut missgynnar laget som hade kontroll över bollen, skall spelet stoppas, tjugofyrasekundersklockan korrigeras och bollen skall ges till det laget.